# Șerban-Dimitrie Sturdza
Șerban-Dimitrie Sturdza (ur. 30 marca 1967 w Bukareszcie) – rumuński polityk i przedsiębiorca, poseł do Parlamentu Europejskiego X kadencji.

## Życiorys
Praprawnuk hospodara Mołdawii Michał Sturdzy. Wywodzi się z arystokratycznego rodu z Mołdawii, z którego pochodzili też m.in. hospodar Jan Sturdza i czterokrotny premier Rumunii Dimitrie Sturdza. Od 1987 przebywał na emigracji we Francji, w latach 80. działał w emigracyjnych środowiskach opozycyjnych, m.in. w organizacji Uniunea Mondială a Românilor Liberi Iona Rațiu. W 1992 przeniósł się do Montrealu, a w 1998 powrócił do Rumunii. Wytoczył procesy sądowe o zwrot nieruchomości skonfiskowanych jego rodzinie przez władze komunistyczne. Zajął się działalnością biznesową, m.in. jako właściciel hotelu Chérica w Konstancy. Od 2016 pełnił funkcję konsula honorowego Macedonii Północnej w tym mieście. W 2022 został honorowym prezesem stowarzyszenia „Rost”, którym kierował Claudiu Târziu. Zaangażował się w działalność polityczną w ramach założonego przez tegoż Sojuszu na rzecz Jedności Rumunów. W wyborach w 2024 uzyskał mandat posła do Parlamentu Europejskiego X kadencji.

## Życie prywatne
Żonaty z Daną Andreeą Sturdzą, ma dwoje dzieci.